# Rhizodontiformes
De Rhizodontiformes zijn een orde van uitgestorven tetrapodomorfe kwastvinnige vissen, die leefden tussen het Midden-Devoon en het Laat-Carboon (365 - 300 miljoen jaar geleden). Tot deze groep behoorden roofzuchtige beenvissen van enorme omvang (meer dan zes meter).

## Beschrijving
Onder de rhizodontiformen bevonden zich de grootste roofdieren van het Vroeg-Carboon, en sommigen van hen werden meer dan zes meter lang (Rhizodus). Andere vormen werden niet groter dan een meter (Gooloogongia). De kop van deze vissen was meestal erg groot, uitgerust met enorme kaken met dolkachtige tanden, stevig in de kaken geplant en inwendig versterkt door benige bruggen. Het gebit omvatte gigantische vangtanden op de punt van de onderkaken en verder op de coronoïden, ploegschaarbeenderen en praemaxillae.
Vreemd genoeg waren de kaken niet zo langwerpig als die van typische roofvissen, maar ze waren breed en met schijfvormige kronen. De schedel was zeer flexibel en liet de kaken volledig wijd opengaan. Binnen de groep was de morfologie van het axiale skelet behoorlijk gevarieerd: bij Strepsodus waren bijvoorbeeld de wervelcentra robuust en ringvormig, terwijl bij Rhizodus de centra zo slecht verbeend waren dat ze in de fossiele staat onvolmaakt bekend zijn. Alle vinnen, behalve de borstvinnen, waren klein en ver naar achteren geplaatst, een vrij algemeen kenmerk bij deze vissen. De rugvinnen werden aan de basis ondersteund door een benig element dat scharnierde met de onderliggende wervel.
De staartvin was ruitvormig (dificercaal), zoals die van de meeste tetrapodomorfen. De borstvinnen daarentegen waren groot en stijf, klaarblijkelijk uitgerust met sterke spieren. Sommige hiervan waren verankerd aan een bot (cleithrum) dat kop aan de schoudergordel verankerde. Dit bot was bij de rhizodontiden bijzonder massief en naar voren verbonden aan de schedelbeenderen door zacht weefsel, en vormde een belangrijk verankeringspunt voor de grote borstspieren.
De voorste 'vinnen' waren bijzonder opmerkelijk, omdat ze in sommige opzichten aanzienlijk leken op de voorpoten van gewervelde landdieren. Het opperarmbeen had een duidelijke kop, zoals die van tetrapoden, en was waarschijnlijk in staat tot een breed bewegingsbereik. In tegenstelling tot andere vissen, bezaten rhizodonten vingerachtige structuren bestaande uit gesegmenteerde vinstralen. De buikvinnen van Rhizodus daarentegen waren duidelijk verschillend van de achterpoten van de tetrapoden: drie evenwijdige lange botten, elk robuust met een verschillende morfologie, gearticuleerd met het dijbeen, waardoor een geheel andere structuur ontstond dan de tweedelige botten typisch voor tetrapoden. (Jeffery et alii, 2018).

## Classificatie
De rhizodontiformen waren vissen met heel bijzondere kenmerken; voor sommige aspecten (vooral de botten van de schedel en die van de buikvinnen) leken deze dieren niet nauw verwant te zijn aan de tetrapoden, terwijl andere kenmerken (de botten van de voorste vinnen) ertoe zouden leiden dat ze ooit als echte voorouders van de landbewonende gewervelde dieren werden beschouwd. Later bleken deze geavanceerde kenmerken te zijn ontwikkeld door evolutionaire convergentie met echte tetrapoden. Rhizodontiformen werden ooit beschouwd als de zustergroep van de osteolepiformen, waaronder de echte voorouders van gewervelde landdieren maar worden tegenwoordig gezien als een tak die eigenlijk alleen de Rhizodontida omvat, wat het begrip wat overbodig maakt.

## Levensstijl
Deze grote dieren waren zeker de superpredatoren van hun leefgebied, dat vaak uit ondiepe kustwateren moest bestaan. Zoals voor elke superroofdier, was zelfs voor rhizodontiformen het aantal exemplaren in vergelijking met de andere componenten van de fauna klein; bovendien heeft de extreme beweeglijkheid van de schedel vaak geleid tot een gemakkelijke verspreiding van de botelementen na de dood van het dier en een slechte conservering van fossielen. Om deze redenen zijn rhizodontiformen een zeldzame en weinig bekende groep, ondanks het feit dat er over een periode van zestig miljoen jaar talrijke fossiele vormen bekend zijn.